# Rajdowe Mistrzostwa Europy 1969

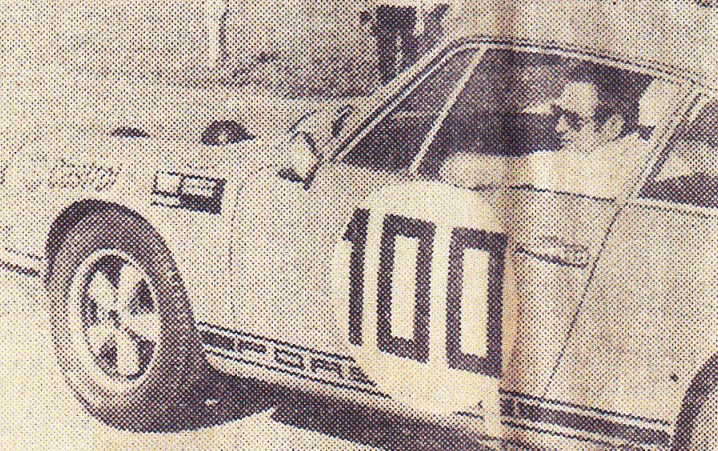
Zwycięzca szóstej rundy ERC - Rajdu Polski - Sobiesław Zasada

Sezon Rajdowych Mistrzostw Europy 1969 był 17 sezonem Rajdowych Mistrzostw Europy (FIA European Rally Championship). Składał 8 rajdów, rozgrywanych w Europie.

## Kalendarz[1]
| Runda | Data               | Nazwa rajdu                         | Zwycięzca           | Wyniki |
| ----- | ------------------ | ----------------------------------- | ------------------- | ------ |
| 1     | 12-17 lutego       | 20. KAK Rallyt                      | Björn Waldegård     | Wyniki |
| 2     | 5-9 marca          | 9. Rajd San Remo                    | Harry Källström     | Wyniki |
| 3     | 27 kwietnia-3 maja | 21. Internationale Tulpenrallye     | Gilbert Staepelaere | Wyniki |
| 4     | 14-18 maja         | 40. Int. Österreichische Alpenfahrt | Hannu Mikkola       | Wyniki |
| 5     | 4-6 lipca          | 10. Rajd Wełatawy                   | Gilbert Staepelaere | Wyniki |
| 6     | 16-20 lipca        | 29. Rajd Polski                     | Sobiesław Zasada    | Wyniki |
| 7     | 16-19 października | 17. Rajd RACE de España             | Harry Källström     | Wyniki |
| 8     | 7-8 listopada      | 18. RAC Rally                       | Harry Källström     | Wyniki |

## Klasyfikacja kierowców[1]
| Msc. | Kierowca            | SWE | ITA | NLD | AUT | CSK | POL | ESP | GBR | Punkty |
| ---- | ------------------- | --- | --- | --- | --- | --- | --- | --- | --- | ------ |
| 1.   | Harry Källström     | 6   | 1   | NU  | 2   | 2   | 3   | 1   | 1   | 59     |
| 2.   | Gilbert Staepelaere |     |     | 1   | 6   | 1   | 2   | 2   |     | 51     |
| 3.   | Simo Lampinen       | 2   |     |     | 4   | 4   |     |     | NU  | 19     |
| 4.   | Carl Orrenius       | 9   |     |     | 3   |     |     |     | 2   | 16     |
| 5.   | Hannu Mikkola       |     | NU  |     | 1   |     |     |     | NU  | 13     |
| 5.   | Björn Waldegård     | 1   |     |     |     |     |     |     | 12  | 13     |
| 5.   | Sobiesław Zasada    |     | NU  | NU  | 8   | NU  | 1   |     |     | 13     |

| Kolor     | Opis                   |
| --------- | ---------------------- |
| Złoty     | Zwycięzca              |
| Srebrny   | 2. miejsce             |
| Brązowy   | 3. miejsce             |
| Zielony   | Punktowane miejsce     |
| Niebieski | Ukończył nie punktował |
| Fioletowy | Nie ukończył NU        |
| Czarny    | Wykluczony X           |
| Biały     | Nie wystartował NW     |
| Puste     | Nie brał udziału       |

| Msc. | Kierowca            | SWE | ITA | NLD | AUT | CSK | POL | ESP | GBR | Punkty |
| ---- | ------------------- | --- | --- | --- | --- | --- | --- | --- | --- | ------ |
| 1.   | Harry Källström     | 6   | 1   | NU  | 2   | 2   | 3   | 1   | 1   | 59     |
| 2.   | Gilbert Staepelaere |     |     | 1   | 6   | 1   | 2   | 2   |     | 51     |
| 3.   | Simo Lampinen       | 2   |     |     | 4   | 4   |     |     | NU  | 19     |
| 4.   | Carl Orrenius       | 9   |     |     | 3   |     |     |     | 2   | 16     |
| 5.   | Hannu Mikkola       |     | NU  |     | 1   |     |     |     | NU  | 13     |
| 5.   | Björn Waldegård     | 1   |     |     |     |     |     |     | 12  | 13     |
| 5.   | Sobiesław Zasada    |     | NU  | NU  | 8   | NU  | 1   |     |     | 13     |

| Kolor     | Opis                   |
| --------- | ---------------------- |
| Złoty     | Zwycięzca              |
| Srebrny   | 2. miejsce             |
| Brązowy   | 3. miejsce             |
| Zielony   | Punktowane miejsce     |
| Niebieski | Ukończył nie punktował |
| Fioletowy | Nie ukończył NU        |
| Czarny    | Wykluczony X           |
| Biały     | Nie wystartował NW     |
| Puste     | Nie brał udziału       |